# Athlétisme aux Jeux de la Francophonie de 2005
 (avril 2025).
Si vous disposez d'ouvrages ou d'articles de référence ou si vous connaissez des sites web de qualité traitant du thème abordé ici, merci de compléter l'article en donnant les références utiles à sa vérifiabilité et en les liant à la section « Notes et références ».
Navigation
Les épreuves d'athlétisme aux Jeux de la Francophonie 2005 ont eu lieu du 11 au 16 décembre 2005 au Stade Général Seyni Kountché de Niamey, au Niger.

## Résultats

### Hommes
| 100 m | Idrissa Sanou 10 s 48                                                                             | Éric Pacôme N'Dri 10 s 52                                                                        | Amr Ibrahim Mostafa Seoud 10 s 55                                                 |
| 200 m | Ben Youssef Méité 20 s 99                                                                         | Marius Loua 21 s 01                                                                              | Oumar Loum 21 s 12                                                                |
| 400 m | Mathieu Gnanligo 46 s 43                                                                          | Fernando Augustin 46 s 52                                                                        | Ismael Daif 47 s 13                                                               |
| 800 m | Yassine Bensghir 1 min 47 s 11                                                                    | Assane Diallo 1 min 49 s 10                                                                      | Abdelkrim Khoudri 1 min 49 s 52                                                   |
| 1500 m | Yassine Bensghir 3 min 46 s 58                                                                    | Youssef Baba 3 min 46 s 84                                                                       | Zakaria Mazouzi 3 min 47 s 84                                                     |
| 5000 m | Adil Kaouch 14 min 16 s 23                                                                        | Abdelhalim Zahraoui 14 min 16 s 39                                                               | Dieudonné Disi 14 min 16 s 41                                                     |
| 10000 m | Dieudonné Disi 29 min 17 s 11                                                                     | Abderrahim Goumri 29 min 18 s 05                                                                 | Ahmed Baday 29 min 18 s 06                                                        |
| 110 m haies | Cédric Lavanne 13 s 68                                                                            | Jared MacLeod 13 s 70                                                                            | Joseph-Berlioz Randriamihaja 14 s 08                                              |
| 400 m haies | Ibou Faye 50 s 67                                                                                 | Ibrahima Maïga 50 s 71                                                                           | Barnabé Bationo 51 s 04                                                           |
| 3000 m steeple | Hamid Ezzine 8 min 52 s 73                                                                        | Abderrahman Mouatassim 9 min 01 s 03                                                             | Nordine Gezzar 9 min 08 s 33                                                      |
| 4 × 100 m | Côte d'Ivoire Jean-Ukruch Kouassi Tiecura Marius Loua Ben Youssef Meite Éric Pacôme N'Dri 39 s 79 | France Yannick Urbino Thierry Lubin Christophe Cheval Jérôme Éyana 40 s 09                       | Maurice Arnaud Casquette Fernando Augustin Henrico Louis Ommana Kowlessur 40 s 28 |
| 4 × 400 m | Maroc Younes Frhani Abdelkrim Khoudri Younés Belkaifa Ismael Daif 3 min 06 s 87                   | Maurice Jean-Francois Degrasse Ommana Kowlessur Anton Vieillesse Fernando Augustin 3 min 07 s 46 | Sénégal El Hadji Sethe Mbow Jacques Sambou Ibou Faye Cheikh Drame 3 min 11 s 37   |
| Marathon | Rachid Kisri 2 h 17 min 03 s                                                                      | Zäid Laâroussi 2 h 17 min 18 s                                                                   | Abderrahime Bouramdane 2 h 18 min 46 s                                            |
| 20 km marche | Denis Langlois 1 h 30 min 47 s                                                                    | David Boulanger 1 h 31 min 16 s                                                                  | Hassanine Sebei 1 h 32 min 36 s                                                   |
| Saut en hauteur | Mustapha Raifak 2,24 m                                                                            | Kwaku Boateng Eduard-Antoniu Sebestyen 2,20 m                                                    | Non attribuée                                                                     |
| Saut à la perche | Damiel Dossevi 5,40 m                                                                             | Pierre-Charles Peuf 5,30 m                                                                       | Robert Hanson 5,20 m                                                              |
| Saut en longueur | Salim Sdiri 7,98 m                                                                                | Tarik Bougtaïb 7,78 m w                                                                          | Arnaud Casquette 7,76 m w                                                         |
| Triple saut | Tarik Bougtaïb 16,91 m                                                                            | Yahya Berrabah 16,44 m                                                                           | Daniel Donovici 16,11 m                                                           |
| Lancer du poids | Yves Niaré 18,64 m                                                                                | Stéphane Szuster 17,19 m                                                                         | Badri Obeid 15,49 m                                                               |
| Lancer du disque | Yves Niaré 54,15 m                                                                                | Bertrand Vili 54,05 m                                                                            | Eric Forshaw 52,80 m                                                              |
| Lancer du marteau | James Steacy 71,90 m                                                                              | Christophe Épalle 71,41 m                                                                        | Cosmin Sorescu 67,43 m                                                            |
| Lancer du javelot | David Brisseault 71,64 m                                                                          | Vitolio Tipotio 67,79 m                                                                          | Fabio Ramsamy 65,54 m                                                             |
| Décathlon | Romain Barras 8 046 pts                                                                           | Nadir El Fassi 7 307 pts                                                                         | Patrick Russel 7 097 pts                                                          |
| Records et Performances - AR : Record continental (area record) - CR : Record des championnats (championship record) - MR : Record du meeting (meet record) - NR : Record national (national record) - OR : Record olympique (olympic record) - PR : Record paralympique (paralympic record) - PB : Record personnel (personal best) - SB : Meilleure performance personnelle de la saison (season's best) - WL : Meilleure performance mondiale de l'année (world leader) - WJR : Record du monde junior (world junior record) - WR : Record du monde (world record) Circonstances et Conditions - DNF : N'a pas terminé (did not finish) - DNS : N'a pas pris le départ (did not start) - DQ : Disqualification (disqualification) - NM : Aucun essai valable enregistré (No Mark) - Q : Qualifié « directement » au prochain tour (ou à la prochaine compétition), lors d'une compétition majeure, grâce au classement ou à la réalisation des minima (automatic qualifier) - q : Qualifié au prochain tour (ou à la prochaine compétition), lors d'une compétition majeure, grâce au repêchage ou à la réalisation de l'une des meilleures performances parmi celles des « non qualifiés directement » (grâce au meilleur temps ou à la meilleure distance par exemple) (secondary qualifier) |                                                                                                   |                                                                                                  |                                                                                   |

### Femmes
| 100 m | Véronique Mang 11 s 40                                                                   | Amandine Allou Affoue 11 s 67                                                              | Fabienne Beret-Martinel 11 s 72                                                      |
| 200 m | Kaltouma Nadjina 22 s 92                                                                 | Aurélie Kamga 23 s 72                                                                      | Phara Anacharsis 23 s 75                                                             |
| 400 m | Kaltouma Nadjina 52 s 12                                                                 | Fatou Bintou Fall 52 s 57                                                                  | Solen Désert 53 s 57                                                                 |
| 800 m | Seltana Aït Hammou 2 min 04 s 63                                                         | Mihaela Neacsu 2 min 05 s 30                                                               | Saïda El Mehdi 2 min 06 s 49                                                         |
| 1 500 m | Seltana Aït Hammou 4 min 34 s 32                                                         | Saïda El Mehdi 4 min 34 s 46                                                               | Mariem Alaoui Selsouli 4 min 35 s 60                                                 |
| 5000 m | Zhor El Kamch 16 min 19 s 71                                                             | Bouchra Chaâbi 16 min 21 s 54                                                              | Christine Bardelle 16 min 38 s 02                                                    |
| 10 000 m | Zhor El Kamch 33 min 41 s 28                                                             | Malika Asahssah 34 min 41 s 23                                                             | Fatima Ayachi 34 min 59 s 34                                                         |
| 100 m haies | Joanna Bujak 13 s 47                                                                     | Carole Kaboud Mebam 13 s 58                                                                | Elisabeth Davin 13 s 65                                                              |
| 400 m haies | Sylvanie Morandais 58 s 27                                                               | Aïssata Soulama 58 s 40                                                                    | Aurore Kassambara 59 s 45                                                            |
| 4 × 100 m | France Véronique Mang Fabienne Beret-Martinel Aurélie Kamga Carima Louami 44 s 61        | Côte d'Ivoire Estelle Brou Makari Sanganoko Louise Ayétotché Amandine Allou Affoue 45 s 36 | Burkina Faso Mariette Mien Sarah Tondé Kadidiato Traore Béatrice Kamboulé 45 s 99 NR |
| 4 × 400 m | France Phara Anacharsis Aurélie Kamga Aurore Kassambara Sylvanie Morandais 3 min 37 s 91 | Canada Lauren Seibel Tasha Monroe Melina Thibodeau Esther Akinsulie 3 min 40 s 96          | Maroc Saïda El Mehdi Halima Hachlaf Seltana Aït Hammou Hanane Skhyi 3 min 42 s 48    |
| Marathon | Céline Cormerais Eléna Fétizon 2 h 45 min 28                                             | Non attribuée                                                                              | Epiphanie Nyirabaramé 2 h 50 min 13                                                  |
| Saut en hauteur | Whitney Evans 1,83 m                                                                     | Andreea Ispan 1,83 m                                                                       | Béatrice Lundmark 1,79 m                                                             |
| Saut à la perche | Kelsie Hendry 4,15 m                                                                     | Syrine Balti 4,05 m                                                                        | Amélie Delzenne 3,95 m                                                               |
| Saut en longueur | Élysée Vesanes France 6,42 m                                                             | Céline Laporte 6,24 m                                                                      | Alina Ramona Militaru 6,22 m                                                         |
| Triple saut | Mariette Mien 13,23 m                                                                    | Latifa Ezziraoui 13,18 m                                                                   | Béatrice Kamboulé 13,05 m                                                            |
| Lancer du poids | Jessica Cérival 16,32 m                                                                  | Elena Hila 15,93 m                                                                         | Amel Ben Khaled 14,81 m                                                              |
| Lancer du disque | Ileana Sanda Brandusoiu 52,28 m                                                          | Agnès Teppe 49,52 m                                                                        | Suzanne Kragbé 48,72 m                                                               |
| Lancer du marteau | Stéphanie Falzon 65,12 m                                                                 | Amélie Perrin 64,02 m                                                                      | Mihaela Melinte 61,96 m                                                              |
| Lancer du javelot | Lindy Leveau 53,92 m                                                                     | Sephora Bissoly 52,71 m                                                                    | Karine Hervieu 51,34 m                                                               |
| Records et Performances - AR : Record continental (area record) - CR : Record des championnats (championship record) - MR : Record du meeting (meet record) - NR : Record national (national record) - OR : Record olympique (olympic record) - PR : Record paralympique (paralympic record) - PB : Record personnel (personal best) - SB : Meilleure performance personnelle de la saison (season's best) - WL : Meilleure performance mondiale de l'année (world leader) - WJR : Record du monde junior (world junior record) - WR : Record du monde (world record) Circonstances et Conditions - DNF : N'a pas terminé (did not finish) - DNS : N'a pas pris le départ (did not start) - DQ : Disqualification (disqualification) - NM : Aucun essai valable enregistré (No Mark) - Q : Qualifié « directement » au prochain tour (ou à la prochaine compétition), lors d'une compétition majeure, grâce au classement ou à la réalisation des minima (automatic qualifier) - q : Qualifié au prochain tour (ou à la prochaine compétition), lors d'une compétition majeure, grâce au repêchage ou à la réalisation de l'une des meilleures performances parmi celles des « non qualifiés directement » (grâce au meilleur temps ou à la meilleure distance par exemple) (secondary qualifier) |                                                                                          |                                                                                            |                                                                                      |

## Tableau des médailles
| Rang  | Nation        | Or | Argent | Bronze | Total |
| ----- | ------------- | -- | ------ | ------ | ----- |
| 1     | France        | 19 | 12     | 8      | 39    |
| 2     | Maroc         | 11 | 11     | 9      | 31    |
| 3     | Canada        | 3  | 3      | 3      | 9     |
| 4     | Côte d'Ivoire | 2  | 4      | 1      | 7     |
| 5     | Burkina Faso  | 2  | 1      | 3      | 6     |
| 6     | Tchad         | 2  | 0      | 0      | 2     |
| 7     | Roumanie      | 1  | 4      | 4      | 9     |
| 8     | Sénégal       | 1  | 2      | 2      | 5     |
| 9     | Seychelles    | 1  | 1      | 0      | 2     |
| 10    | Rwanda        | 1  | 0      | 2      | 3     |
| 11    | Bénin         | 1  | 0      | 0      | 1     |
| 12    | Maurice       | 0  | 2      | 3      | 5     |
| 13    | Tunisie       | 0  | 1      | 2      | 3     |
| 14    | Cameroun      | 0  | 1      | 0      | 1     |
| 14    | Mali          | 0  | 1      | 0      | 1     |
| 16    | Belgique      | 0  | 0      | 1      | 1     |
| 16    | Égypte        | 0  | 0      | 1      | 1     |
| 16    | Liban         | 0  | 0      | 1      | 1     |
| 16    | Madagascar    | 0  | 0      | 1      | 1     |
| 16    | Suisse        | 0  | 0      | 1      | 1     |
| Total | Total         | 44 | 43     | 42     | 129   |